# Козлов, Сергей Евгеньевич
Сергей Евгеньевич Козлов (28 августа 1958 года, Москва) — советский футболист, мини-футбольный тренер.

## Биография
Воспитанник столичной школы ДСО «Трудовые резервы». Его детским наставником был бывший нападающий московских ЦСКА и «Локомотива» Герман Забелин, который в 1977 году вошел в тренерский штаб ивановского «Текстильщика» и позвал с собой молодого защитника. В этой команде Козлов провел всю свою карьеру, отыграв за нее 11 сезонов. В составе «Текстильщика» он выступал в Первой лиге, становился обладателем Кубка РСФСР. В 1982 году игрок признавался лучшим футболистом Ивановской области.
Всего за «Текстильщик» в Первенствах страны Сергей Козлов провел 317 матчей, в которых забил 38 голов. В августе 1987 года защитнику поступило выгодное тренерское предложение из Подмосковья и он согласился на него, завершив карьеру. В российское время он являлся тренером мини-футбольного клуба Суперлиги «Мытищи», а также возглавлял его дубль.

## Достижения
- Обладатель Кубка РСФСР (1): 1986
- Серебряный призёр Чемпионата РСФСР (1): 1981
- Лучший футболист Ивановской области (1): 1982.